# Replà de l'escala alcista
Replà de l'escala alcista (en anglès: Bullish Ladder Bottom) és un patró d'espelmes japoneses format per cinc espelmes que indica un possible esgotament o canvi de tendència baixista; rep aquesta denominació perquè les espelmes tindrien la "forma" d'una escala que arriba al seu final o a un replà. És una formació de confirmació del martell invertit alcista. En un context de tendència baixista perllongada s'observen tres progressives espelmes negres, però al quart dia la formació d'un martell invertit alcista alerta que els bears estan perdent força. Els bears doncs comencen a tancar curts i l'endemà s'obre amb un fort gap alcista, que es consolida per una llarga espelma blanca davant el tancament massiu de posicions curtes. Si aquest patró va acompanyat d'un fort volum incrementa encara més la seva fiabilitat. Es recomana esperar a la confirmació al sisè dia següent en forma gap alcista, un trencament de tendència, o sinó en forma d'espelma blanca amb tancament superior.

## Criteri de reconeixement
1. La tendència prèvia és baixista
2. Es formen tres espelmes negres consecutives caracteritzades per tancaments cada cop menors però de manera degresiva, similar als Tres corbs negres baixistes.
3. El quart dia es forma una martell invertit alcista
4. Finalment el cinquè dia es forma una espelma blanca amb tancament superior a l'anterior